# ANISA
ANISA – Verein für alpine Forschung mit Sitz in Haus befasst sich mit archäologischer, volkskundlicher und historischer Feldforschung im Alpenraum.
Der Verein wurde 1980 mit dem Ziel gegründet, Felsbilder in den Nördlichen Kalkalpen zu sichern; er veröffentlicht das ANISA Bulletin, organisiert Exkursionen und Ausstellungen und publiziert Bücher. Veröffentlichungen des Vereins sind in den Bibliotheken des deutschsprachigen Raums, vor allem Österreichs, vielfach nachgewiesen.
Der Verein ist Mitglied der International Federation of Rock Art Organizations.

## ANISA-Bücher
- Robert G. Bednarik u. a.: Archäologie und Felsbildforschung. 1999, ISBN 978-3901071102
- Franz Mandl (Hrsg.): Alpen, Archäologie, Felsbildforschung. 2000, ISBN 978-3901071119
- Friedrich Grabherr u. a.: Michlhallberg. Alt Aussee: Die Ausgrabungen in der römischen Siedlung 1997–1999 und die Untersuchungen an der zugehörigen Straßentrasse. 2002, ISBN 978-3901071164
- Franz Mandl: Almen im Herzen Österreichs. Dachsteingebirge, Niedere Tauern, Salzkammergut. 2002, ISBN 978-3901071126
- Bernhard Hebert u. a.: Sölkpass: Ein 6000 Jahre alter Saumpfad über die Alpen. 2003, ISBN 978-3901071140
- Friedrich Berger u. a.: Alpen: Archäologie, Geschichte, Gletscherforschung. 2006, ISBN 978-3901071188
- Franz Mandl u. a.: Königreich-Alm. Dachsteingebirge: 3500 Jahre Almwirtschaft zwischen Gröbming und Hallstatt. 2007, ISBN 978-3901071195
- Franz Mandl: Almen im Visier: Dachsteingebirge, Totes Gebirge, Silvreta. 2009, ISBN 978-3901071201
- Isabella Denk: Archäologie in den Alpen: Alltag und Kult. 2010, ISBN 978-3901071218
- Franz Mandl: Felsbilder. Österreich – Bayern: Nördliche Kalkalpen. 2011, ISBN 978-3901071232